# IS-4 (samolot)
IS-4 (ros. ИС-4, Истребитель складной – „składany myśliwiec”) – niezrealizowany projekt radzieckiego samolotu myśliwskiego, będącego modernizacją i rozwinięciem koncepcji samolotu dwupłatowego, ze składanym podczas lotu dolnym skrzydłem.

## Historia
Is-4 miał być daleką modernizacją wcześniejszych konstrukcji IS-1, IS-2 i IS-3. Ideą przyświecającą budowie samolotu o tak niecodziennej konstrukcji była próba połączenia dużej prędkości maksymalnej samolotów jednopłatowych z małą prędkością startu i lądowania dwupłatów. Tak zaprojektowana maszyna startowała z dwupłatowym usterzeniem, w trakcie lotu, po złożeniu dolnego płata, stawała się samolotem jednopłatowym. Przed lądowaniem, pilot ponownie rozkładał dolny płat i w konfiguracji dwupłatowej realizował manewr lądowania. Efektywność takiej koncepcji, z powodzeniem przetestowano na samolocie IS-1. Dalszym rozwinięciem projektu miały być kolejne maszyny, w których główna zmiana polegała na zastosowaniu mocniejszego silnika. W 1940 roku rozpoczęto prace nad wersją oznaczoną jako IS-4. Do napędu samolotu początkowo planowano użyć rzędowego silnik M-120 o mocy 1800 KM jednak w trakcie realizacji projektu stało się jasne, że nie będzie on dostępny. Z tego powodu sięgnięto po inną jednostkę, AM-37. IS-4, miał być pierwszą wersją zdolną do osiągnięcia prędkości porównywalnej z osiągami ówczesnych jednopłatowych myśliwców. Według niepotwierdzonych źródeł, zbudowano prototyp samolotu w 1941 lub 1942 roku oraz dokonano jego oblotu. Brak jednak szczegółowych informacji na ten temat. Sytuacja na froncie, wymagająca produkcji i nieprzerwanych dostaw sprawdzonych konstrukcji, brak środków na realizacje eksperymentalnych konstrukcji, niezachęcające wyniki prób z IS-1, który co prawda zachowywał się poprawnie w powietrzu ale nie był w stanie osiągnąć zadowalającej prędkości, stały się przyczyną zaniechania dalszych prac nad samolotem ze składanym dolnym płatem.